# Referendo constitucional na Itália em 2016
O Referendo constitucional na Itália em 2016 foi um referendo realizado na Itália no domingo, 4 de dezembro de 2016. Os eleitores foram questionados se eles aprovam um direito constitucional que altera a Constituição Italiana para reformar a composição e os poderes do Parlamento da Itália, bem como a divisão de competências entre o Estado, as regiões e as entidades administrativas.
O projeto de lei, apresentado pelo Primeiro-ministro da Itália, Matteo Renzi, e pelo seu Partido Democrático de centro-esquerda, foi introduzido pela primeira vez pelo governo no Senado em 8 de abril de 2014. Depois de várias alterações que foram feitas para a proposta de lei tanto pelo Senado quanto pela Câmara dos Deputados, o projeto recebeu a sua primeira aprovação em 13 de outubro de 2015 (Senado) e 11 de janeiro de 2016 (Câmara), e, eventualmente, a sua segunda e última aprovação em 20 de janeiro de 2016 (Senado) e 12 de abril de 2016 (Senado).
Em conformidade com o Artigo 138 da Constituição, um referendo foi chamado porque a lei constitucional não tinha sido aprovada por uma maioria qualificada de dois terços em cada casa do Parlamento na segunda votação. 59,11% dos eleitores votaram contra a reforma constitucional, o que significa que ela não entrou em vigor. Este foi o terceiro referendo constitucional na história da República Italiana; os outros dois foram em 2001 (na qual foi aprovada a lei de alteração) e em 2006 (em que foi rejeitada).
Tivessem os eleitores aprovado a lei constitucional, ela teria alcançado a mais extensa reforma constitucional na Itália desde o fim da monarquia, não só influenciando a organização do Parlamento, mas também melhorando, de acordo com seus proponentes, a pobre estabilidade do governo do país. Os partidos da oposição criticaram duramente o projeto de lei, alegando que foi mal escrito e teria tornado o governo muito poderoso.
Após a vitória clara do voto "Não", Renzi apresentou a sua renúncia ao cargo de primeiro-ministro. Paolo Gentiloni foi selecionado como seu substituto em 11 de dezembro.

## Resultados
| Escolha                                     | Votos      | %     |
| ------------------------------------------- | ---------- | ----- |
| Sim                                         | 13.432.208 | 40,89 |
| Não                                         | 19.419.507 | 59,11 |
| Votos inválidos, nulos ou em branco         | 392.130    | –     |
| Total                                       | 33.243.845 | 100   |
| Eleitores registrados e Participação        | 50.773.284 | 65,47 |
| Fonte: Ministério do Interior (em italiano) |            |       |

| Voto popular | Voto popular | Voto popular | Voto popular | Voto popular |
| ------------ | ------------ | ------------ | ------------ | ------------ |
|              |              |              |              |              |
| Não          | Não          |              | 59,11%       | 59,11%       |
| Sim          | Sim          |              | 40,89%       | 40,89%       |

### Por região
Sardenha e Bolzano, ambas subdivisões administrativas da Itália com regiões autônomas com estatuto especial, relataram em geral a maior percentagem de votos "Não" e "Sim", respectivamente.
| Região | Região              | Sim        | Sim   | Não        | Não   | Eleitorado | Participação (%) |
| Região | Região              | Votos      | %     | Votos      | %     | Eleitorado | Participação (%) |
| ------ | ------------------- | ---------- | ----- | ---------- | ----- | ---------- | ---------------- |
|        | Abruzos             | 255,022    | 35.60 | 461,167    | 64.40 | 1,052,049  | 68.70            |
|        | Vale de Aosta       | 30,568     | 43.20 | 40,116     | 56.80 | 99,735     | 71.90            |
|        | Apúlia              | 659,354    | 32.80 | 1,348,573  | 67.20 | 3,280,745  | 61.70            |
|        | Basilicata          | 98,924     | 34.10 | 191,081    | 65.90 | 467,000    | 62.90            |
|        | Calábria            | 276,384    | 33.00 | 561,557    | 67.00 | 1,553,741  | 54.40            |
|        | Campânia            | 839,692    | 31.50 | 1,827,768  | 68.50 | 4,566,905  | 58.90            |
|        | Emília-Romanha      | 1,262,484  | 50.40 | 1,242,992  | 49.60 | 3,326,910  | 75.90            |
|        | Friul-Veneza Júlia  | 267,379    | 39.00 | 417,732    | 61.00 | 952,493    | 72.50            |
|        | Lácio               | 1,108,768  | 36.70 | 1,914,397  | 63.30 | 4,402,145  | 69.20            |
|        | Ligúria             | 342,671    | 39.90 | 515,777    | 60.10 | 1,241,618  | 69.70            |
|        | Lombardia           | 2,453,095  | 44.50 | 3,058,051  | 55.50 | 7,480,375  | 74.20            |
|        | Marcas              | 385,877    | 45.00 | 472,656    | 55.00 | 1,189,180  | 72.80            |
|        | Molise              | 63,695     | 39.20 | 98,728     | 60.80 | 256,600    | 63.90            |
|        | Piemonte            | 1,055,043  | 43.50 | 1,368,507  | 56.50 | 3,396,378  | 72.00            |
|        | Sardenha            | 237,280    | 27.80 | 616,791    | 72.20 | 1,375,845  | 62.50            |
|        | Sicília             | 642,980    | 28.40 | 1,619,828  | 71.60 | 4,031,871  | 56.70            |
|        | Trentino-Alto Ádige | 305,473    | 53.90 | 261,473    | 46.10 | 792,503    | 72.20            |
|        | Toscana             | 1,105,769  | 52.50 | 1,000,008  | 47.50 | 2,854,162  | 74.40            |
|        | Úmbria              | 240,346    | 48.80 | 251,908    | 51.20 | 675,610    | 73.50            |
|        | Vêneto              | 1,078,883  | 38.10 | 1,756,144  | 61.90 | 3,725,399  | 76.70            |
|        |                     |            |       |            |       |            |                  |
|        | Itália              | 12,709,515 | 40.00 | 19,025,275 | 60.00 | 46,720,943 | 68.50            |

### Italianos no exterior
| Constituência | Constituência                    | Sim     | Sim  | Não     | Não  | Votos nulos ou em branco | Votos nulos ou em branco | Eleitorado | Participação (%) |
| Constituência | Constituência                    | Votos   | %    | Votos   | %    | Votos                    | %                        | Eleitorado | Participação (%) |
| ------------- | -------------------------------- | ------- | ---- | ------- | ---- | ------------------------ | ------------------------ | ---------- | ---------------- |
|               | Europa                           | 415,068 | 62.4 | 249,876 | 37.6 | 65,031                   | 8.9                      | 2,166,037  | 33.7             |
|               | América do Sul                   | 207,144 | 71.9 | 80,831  | 28.1 | 40,275                   | 12.2                     | 1,291,065  | 25.4             |
|               | Américas do Norte e Central      | 62,816  | 62.2 | 38,113  | 37.8 | 15,979                   | 13.6                     | 374,987    | 31.2             |
|               | África, Ásia, Oceania, Antártida | 37,644  | 59.7 | 25,433  | 40.3 | 7,201                    | 10.2                     | 220,252    | 31.9             |
|               |                                  |         |      |         |      |                          |                          |            |                  |
|               | Mundo                            | 722,672 | 64.7 | 394,253 | 35.3 | 122,486                  | 10.3                     | 4,052,341  | 30.7             |